# Les Demoiselles d'Izu
Pour plus de détails, voir Fiche technique et Distribution.
Les Demoiselles d'Izu (伊豆の娘たち, Izu no musumetachi) est un film japonais de Heinosuke Gosho sorti en 1945.

## Synopsis
Kiyoshi Miyauchi, un jeune officier de bonne famille est envoyé dans une usine d'une petite ville de la péninsule d'Izu au sud-ouest de Tokyo. Mais en ces temps de guerre les personnes déplacées sont nombreuses et il est difficile de se loger. Tokujiro le marchand de vélo et sa femme Oshige lui suggèrent d'aller voir Bunkichi Sugiyama, un petit restaurateur travaillant près du temple. Ce dernier est veuf et vit avec ses deux filles Tamiko et Shizue en âge de se marier. Bunkichi accepte d'héberger en pension sous son toit le jeune homme contre l'avis de sa sœur Okin qui trouve cela inapproprié. Kiyoshi s'installe donc chez Bunkichi et bientôt la vie de la petite famille s'en trouve perturbée.

## Fiche technique

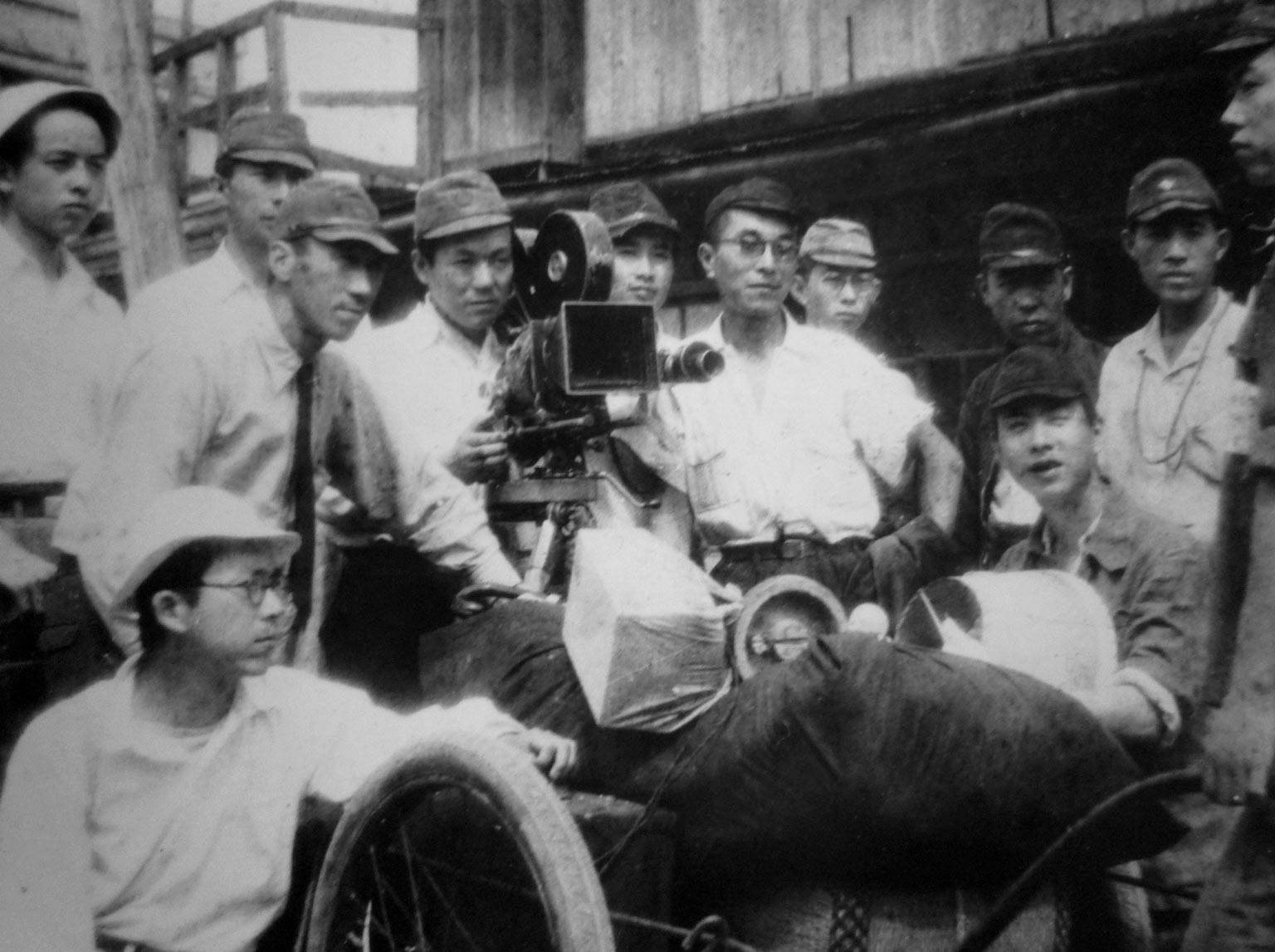
Sur le tournage de Les Demoiselles d'Izu (1945).

- Titre : Les Demoiselles d'Izu[1],[2]
- Titre original : 伊豆の娘たち (Izu no musumetachi?)
- Réalisation : Heinosuke Gosho
- Scénario : Tadao Ikeda et Shōhei Takei
- Photographie : Toshio Ubukata
- Sociétés de production : Shōchiku (Studios Ōfuna)
- Pays d'origine :  Empire du Japon
- Langue : japonais
- Format : noir et blanc - 1,37:1 - 35 mm - son mono
- Genre : mélodrame
- Durée : 74 minutes[3] (métrage : 8 bobines - 2 018 m[3])
- Date de sortie :
  - Empire du Japon : 30 août 1945[3]

## Distribution

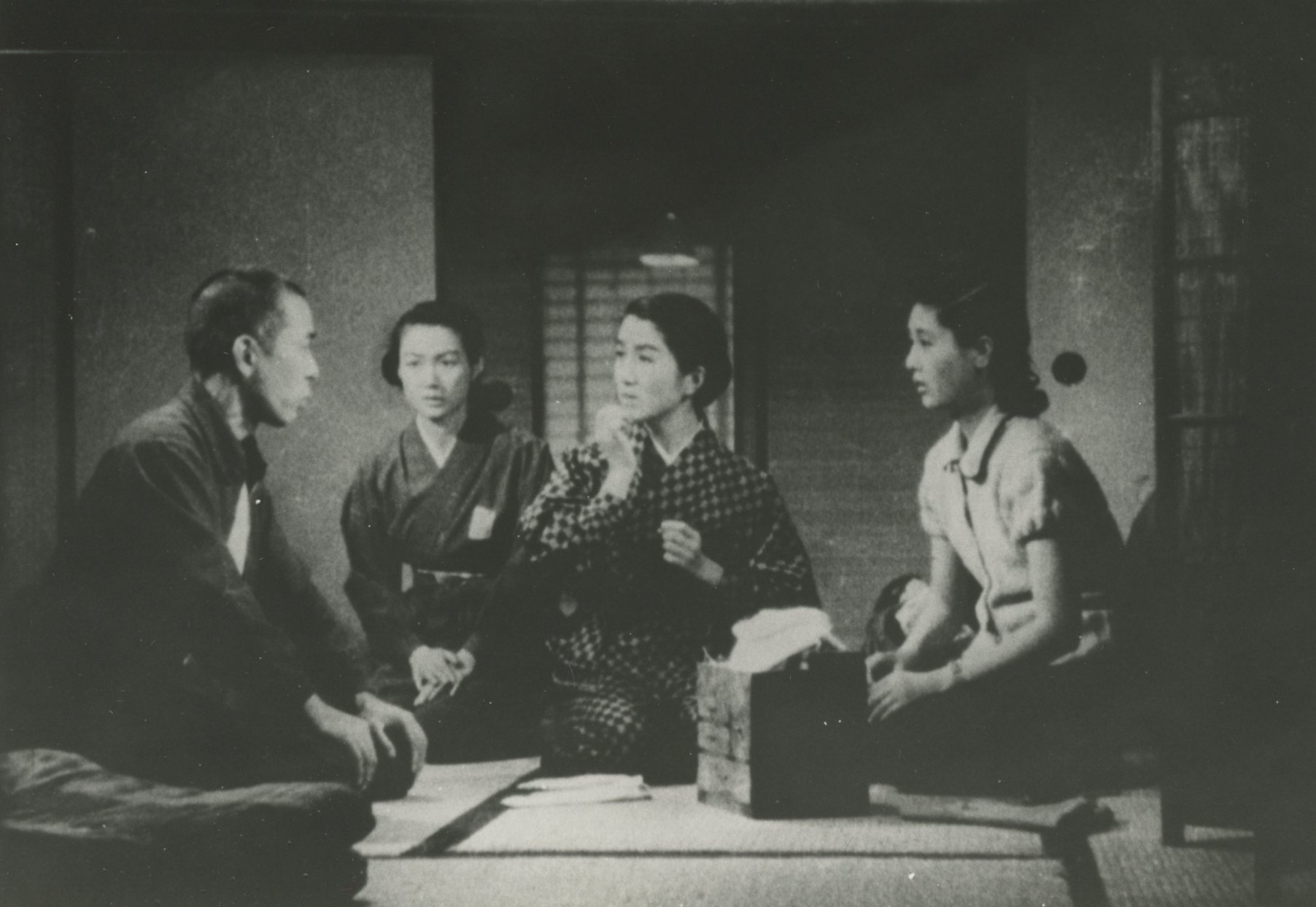
Reikichi Kawamura, Michiko Kuwano, Mitsuko Miura et Momoo Shimoto.

- Reikichi Kawamura : Bunkichi Sugiyama
- Mitsuko Miura : Shizue
- Momoo Shimoto : Tamiko
- Shin Saburi : Kiyoshi Miyauchi
- Michiko Kuwano : Okin
- Eijirō Tōno : Tokujiro Murakami
- Chōko Iida : Oshige, la femme de Tokujiro
- Chishū Ryū : Oda
- Setsuko Shinobu : Mme Oda
- Takeshi Sakamoto : prêtre bouddhiste
- Yaeko Izumo : Otake

## Autour du film
Quand Heinosuke Gosho tourne Les Demoiselles d'Izu en 1945, le film est censé véhiculer un message d'encouragement à fabriquer des armes en province malgré la destruction de Tokyo. Gosho, peu intéressé par ce travail de propagande préfère s'attacher à conter les amours entre jeunes hommes mutés et jeunes filles du pays. Après quelques modifications, le film sort en salle le 30 août 1945, soit quinze jours après la capitulation du Japon. C'est le premier film programmé de l'après guerre au Japon.
L'aversion de Heinosuke Gosho à tourner des films de propagande a eu un prix. Alors qu'il réalise trente-cinq films dans les années 1930, il n'en tourne que quatre entre 1940 et 1945, période durant laquelle la censure nationaliste est la plus sévère, en comptant Les Demoiselles d'Izu sorti après la guerre. Il a même été remplacé par le réalisateur Santarō Marune pour le tournage de Kakute kamikaze wa fuku en 1944 quand les autorités militaires ont découvert qu'il comptait en faire une histoire d'amour.
Selon Tadao Satō, Les Demoiselles d'Izu est « un film plaisant, décrivant une vie sociale paisible en contraste avec les difficultés d'après-guerre ».